# 北村勝利
北村 勝利（きたむら かつとし、1965年7月6日 - ）は、日本の実業家。福岡県出身。現在は株式会社ワンダーリーグの代表取締役社長。

## 概要
25歳（1991年）より起業。不動産分野を起点に情報・コンテンツにまつわる数々のニュービジネスを立ち上げる。2000年よりモバイルビジネスに携わり現在に至る。

## 著書
- 不動産流通研究所「不動産業務のためのインターネットガイド」1999年
- 翔泳社「マーケティング2.0」2007年（共著） ISBN 978-4798112145
- ゲームビジネスの明日を切り開くオンラインメディア GameBusiness.jpにて、コラム「モバイルゲーム屋が見るビジネスの未来」を連載。

その他、マーケティング、次世代メディア論、不動産関連のコラム多数。

## 来歴
- 1965年　福岡県田川郡生。
- 1989年　ヒューマンライク総合学園卒。
- 1991年　不動産分野に特化した情報サービスを提供する株式会社オフィス・キャスター（のちに商号変更　株式会社マーキュリー）を設立し、代表取締役に就任。
- 2000年　携帯電話のマーケティング分野への活用とユビキタスの可能性を考慮し、ユビキタス・ビジネス・デザインをコンセプトにした株式会社ユーアイディーを設立し、代表取締役に就任。
- 2001年　ベンチャーと大企業のアライアンスとして株式会社東芝の資本を受け入れ子会社になる。
- 2004年3月　同社取締役退任。
- 2004年4月　有限会社ビットライフを設立し、代表取締役に就任。モバイルビジネスプロデューサーとして活動する。
- 2006年2月　株式会社アイフリークへ経営参画し、取締役に就任。
- 2007年3月　株式会社アイフリークがヘラクレス上場。
- 2008年3月　同社取締役退任。
- 2008年8月　株式会社サクセスネットワークスに経営参画し、代表取締役に就任。
- 2010年11月　株式会社バタフライに社名変更。
- 2012年8月　同社代表取締役を退任。
- 2012年9月　株式会社kitamuraの代表取締役に就任。
- 2014年10月　株式会社ワンダーリーグに社名変更しゲームプラットフォーム事業に参入。